# Телевизионна шапка
Телевизионна шапка е постоянен, образно-музикален сигнал, който предхожда или завършва дадено телевизионно предаване или рубрика. Шапката е постоянна и е част от стилистическото оформление на едно предаване. Елементи от шапката в много случаи се използват за изработването на кашовете (разделителни, музикално-образни сигнали за отделяне на рубриките една от друга) за съответното предаване.
Шапката задължително трябва да включва логото на предаването. Също така трябва да носи информация за съдържанието и естеството на даденото предаване или рубрика. Продължителността на шапката не бива да трае повече от 30 секунди.